# Pelagos Express
Pour les articles homonymes, voir Pelagos.
Le Pelagos Express est un navire mixte de la compagnie égyptienne United Maritime Egypt. Construit de 1996 à 1997 aux chantiers Visentini de Porto Viro pour la société italienne Levantina Trasporti, il portait à l'origine le nom de Lagan Viking. Affrété dès sa livraison par la compagnie britannique Norse Irish Ferries, il est mis en service en novembre 1997 entre l'Irlande du Nord et la Grande-Bretagne. Transféré sous les couleurs de Norse Merchant Ferries puis de Norfolkline, il poursuit son exploitation jusqu'à sa vente en 2010 à l'armateur danois DFDS Seaways. Rebaptisé Liverpool Seaways, il est affecté en mer Baltique sur les lignes depuis la Lituanie ou l'Estonie vers la Suède ou la Finlande. Racheté en septembre 2019 par La Méridionale, il intègre la flotte de la compagnie en avril 2020. Renommé Pelagos, en référence au sanctuaire méditerranéen du même nom, il est déployé à partir de décembre 2020 sur la nouvelle liaison de La Méridionale entre la France et le Maroc et dessert également la Corse de manière occasionnelle. Transféré à partir de novembre 2022 sur une ligne entre l'Espagne et le Maroc, il dessert cet axe jusqu'à sa fermeture en février 2023 avant de retourner naviguer entre Marseille et Tanger à titre principal. Vendu à l'armateur United Maritime Egypt en janvier 2025, il est rebaptisé Pelagos Express en mars en vue de sa future exploitation en mer Rouge.

## Histoire

### Conception et construction
Le Lagan Viking, tout comme son jumeau le Mersey Viking fait partie d'une série de navires mixtes présentant des caractéristiques similaires réalisés par les chantiers italiens Visentini situés à Porto Viro, non loin de Venise. Avec une capacité 340 passagers, 200 véhicules et 170 remorques, il est avant tout conçu pour le transport du fret. 
Livré le 29 octobre 1997 à la société italienne Levantina Trasporti, le Lagan Viking est immédiatement affrété par la compagnie britannique Norse Irish Ferries.

### Service

#### Norse Irish Ferries/Norse Merchant Ferries/Norfolkline (1997-2010)
Le Lagan Viking est mis en service le 16 novembre 1997 sur les lignes inter-îles du Royaume-Uni entre Liverpool et Belfast en Irlande du Nord. Exploité dans un premier temps sous pavillon italien, le navire sera finalement immatriculé en 2004 sous pavillon britannique après que sa propriété ait été transférée au sein de la société Belfast Freight Ferries.

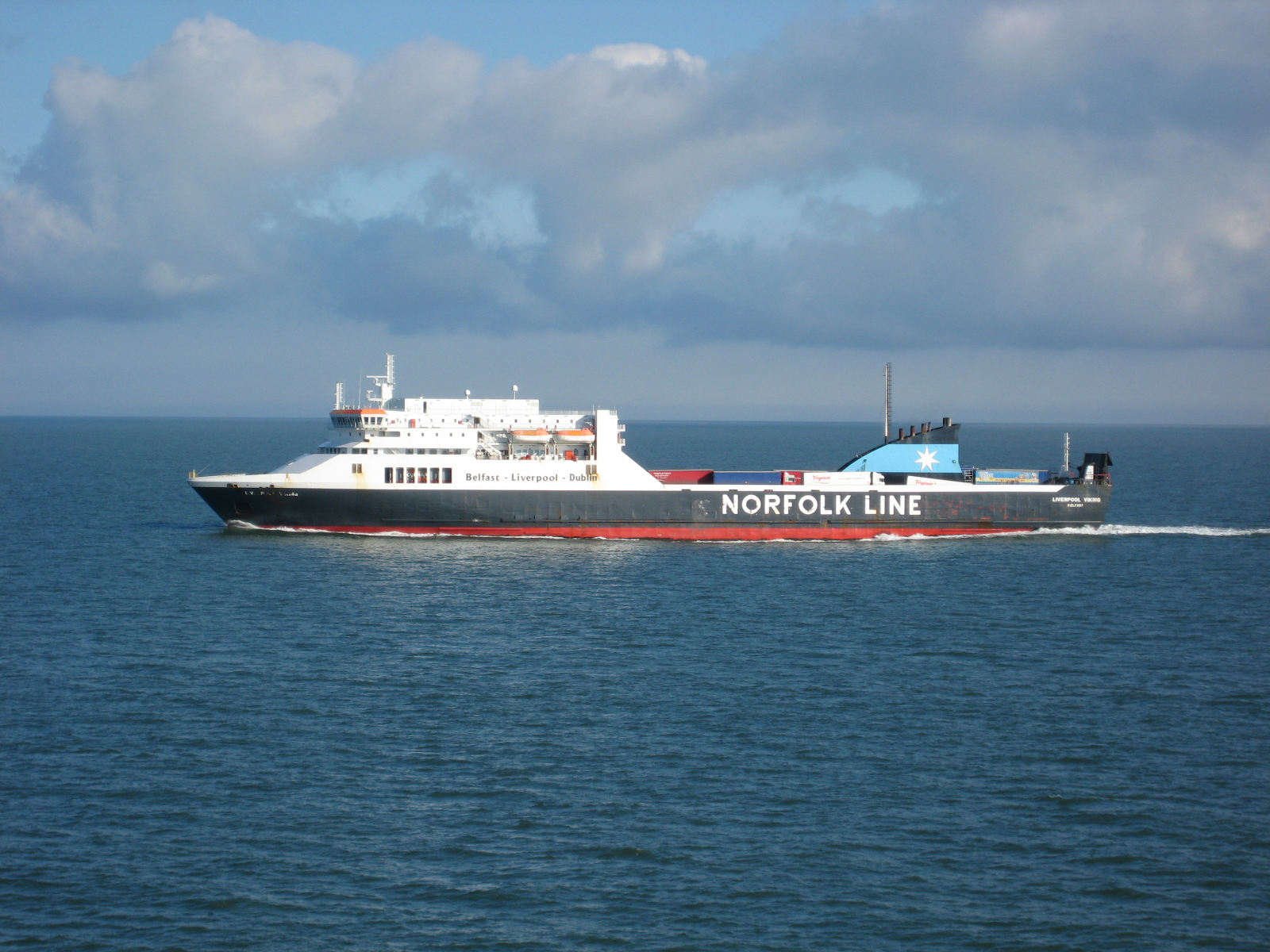
Le Liverpool Viking sous les couleurs de Norfolkline.

En 2002, le navire est transféré sous les couleurs de Norse Merchant Ferries, compagnie succédant à Norse Irish Ferries. Rebaptisé Liverpool Viking en 2005, il intégrera ensuite la flotte de Norfolkline à la suite de l'absorption de Norse Irish Ferries en 2006 et sera repositionné vers Dublin en Irlande.
En 2010, la compagnie Norfolkline est acquise par DFDS Seaways. En conséquence, la flotte ainsi que le réseau de Norfolkline sont transférés sous les couleurs de la compagnie danoise. Renommé Liverpool Seaways, le navire continue de naviguer entre le Royaume-Uni et l'Irlande jusqu'au 30 janvier 2011.

#### DFDS Seaways (2010-2020)
Enregistré sous pavillon lituanien en février 2011, le Liverpool Seaways est transféré sur les lignes de DFDS Seaways en mer Baltique entre la Lituanie et la Suède. Il effectue sa première traversée entre Klaipėda et Karlshamn le 1er mars 2011.
À partir du 9 janvier 2014, il est affrété durant un an par la compagnie Navirail qui l'exploite entre la Finlande et l'Estonie. Rendu à DFDS en janvier 2015, il est affecté entre l'Estonie et la Suède. 
Le 2 septembre 2015, alors qu'il réalise sa manœuvre d'accostage à Kapellskär, le Liverpool Seaways entre en collision avec l'un des pontons en raison du mauvais temps. Conduit à Klaipėda pour être réparé, il reprend son service le 11 septembre.
Le 2 septembre 2019, le navire est vendu à La Méridionale pour la somme de 30,6 millions d'euros. Sa livraison devant avoir lieu en mai 2020, il est conservé dans un premier temps par DFDS qui l'exploite entre la Lituanie et la Suède.

#### La Méridionale (2020-2025)
Livré à son nouveau propriétaire le 5 mai 2020, le navire est dans un premier temps immobilisé à Klaipėda en raison de la crise sanitaire provoquée par la pandémie de Covid-19. Francisé le 1er juillet, il est rebaptisé Pelagos.
Son acquisition par La Méridionale intervient dans un contexte préoccupant pour l'armateur français. Dans le cadre de l'attribution de la nouvelle délégation de service public (DSP) entre Marseille et la Corse, la compagnie s'était rapidement retrouvée désavantagée par rapport à son concurrent Corsica Linea en raison de sa flotte restreinte ne pouvant pas couvrir la totalité des dessertes maritimes. Afin de remédier à ce manque de moyen, La Méridionale avait envisagé d'affréter des unités supplémentaires qui seront cependant jugée inadaptées aux lignes de la Corse, ce qui a motivé la compagnie à directement acquérir un navire. Mais malgré l'achat de celui-ci, la candidature de La Méridionale sera rejetée sur les principales lignes au profit de Corsica Linea.
Face à cette conjoncture difficile, aggravée par les conséquences de la crise sanitaire, La Méridionale annonce en septembre 2020 que le Pelagos sera affecté sur une ligne inédite reliant Marseille à Tanger, au Maroc, aux alentours de la fin du mois d'octobre. 
Le 2 septembre, le navire quitte la Lituanie pour rejoindre la France. Il escale tout d'abord au Havre du 5 septembre au 6 octobre, afin de subir une intervention au niveau de son installation électrique. À la suite de ces travaux, il prend la mer en direction de la Méditerranée, effectuant au passage une escale à Vigo le 8 octobre afin d'embarquer 520 véhicules neufs issus de l'usine PSA. Arrivé dans le sud de la France le 12 octobre, il rejoint Marseille après avoir débarqué son chargement à La Seyne-sur-Mer.
Le 13 décembre, le Pelagos quitte Marseille pour sa première traversée à destination du Maroc. Retardé pour des raisons de sécurité dans le contexte de la pandémie de Covid-19, ce premier voyage s'effectue sans passagers, le navire ne transportant alors que du fret. Deux jours plus tard, le 15 décembre, le cargo mixte accoste pour la première fois au port de Tanger Med. 
À la fin du mois de janvier 2021, les liaisons internationales hors de l'Union européenne sont suspendues sur ordre du gouvernement. Le navire est alors affrété par la compagnie Corsica Linea et exploité vers la Corse en remplacement du Paglia Orba, immobilisé à la suite d'une avarie. Positionné entre Marseille et Ajaccio, le Pelagos effectue sa première escale dans la cité impériale le 1er février. L'affrètement prend fin à la suite de l'entrée en vigueur de la nouvelle DSP le 1er mars et du retour de La Méridionale sur la desserte d'Ajaccio. Remplacé par le Piana, le Pelagos est désarmé dans un premier temps avant d'être affrété le 12 mars par son ancien propriétaire DFDS qui envisage de l'exploiter entre la France et l'Irlande. Après avoir rejoint Dunkerque le 18 mars, il commence ses rotations vers Rosslare le 24 mars. À l'issue de cet affrètement, le navire regagne la Méditerranée au mois de juin et reprend ses traversées pour le compte de La Méridionale entre Marseille et Tanger.
Après presque deux ans d'activité sur la desserte du Maroc, La Méridionale et son actionnaire STEF dressent le bilan de cette expérience internationale. Il en résultera que malgré une progression encourageante des taux de remplissage, la ligne reliant Marseille à Tanger s'avère déficitaire, notamment en raison de la crise sanitaire qui a perturbé plusieurs fois le trafic mais également de l'augmentation des prix du carburant consécutive à l'invasion de l'Ukraine par la Russie. Face à cette situation, la direction de la compagnie prendra la décision en octobre 2022 de positionner le Pelagos sur la desserte de Tanger au départ de Barcelone avec pour objectif principal de capter le flux d'exportation du textile et des fruits et légumes en provenance du Maroc. Ainsi, à l'issue de son arrêt technique effectué à Santander au mois d'octobre, le navire inaugure la nouvelle liaison de La Méridionale en quittant Tanger pour Barcelone le 1er novembre. Le navire mixte arrive pour la première fois dans la capitale catalane dans la matinée du 3 novembre. Cette nouvelle activité ne rencontrera cependant pas le succès escompté, si bien que La Méridionale mettra fin à l'exploitation de la ligne le 9 février 2023. À partir du 11 février, le Pelagos est employé pour transporter des véhicules neufs et réalise à cet effet plusieurs rotations entre le Maroc, la France et l'Espagne avant de rentrer sur Marseille le 21 février. Initialement, la compagnie envisage de vendre le navire, mais en raison du transfert du Girolata sur les lignes de la Corse, celui-ci est de nouveau affecté aux traversées entre la France et le Maroc à partir de la fin du mois de mars. Cette solution est cependant transitoire, inadapté à la ligne en raison de sa petite taille et de sa faible capacité d'emport, le retrait du Pelagos est définitivement acté à la fin de l'année 2024 avec l'annonce du rachat du ferry Normandie de la compagnie Brittany Ferries. Le 3 janvier 2025, le Pelagos arrive à Marseille en provenance du Maroc et achève sa dernière traversée pour le compte de La Méridionale. En prévision de l'arrivée de son successeur, le cargo est cédé à l'armateur égyptien United Maritime Egypt.

#### United Maritime Egypt (depuis 2025)
Le 2 mars 2025, le Pelagos quitte Marseille en début de soirée pour rejoindre Chypre où doit s'effectuer la livraison du navire à son nouvel armateur. Ainsi, le convoyage est assuré par un équipage français de La Méridionale. Arrivé à Limassol le 7 mars, le navire est pris en main par United Maritime Egypt et rebaptisé Pelagos Express. Il quitte ensuite Chypre le 15 mars pour la mer Rouge. Après avoir franchi le canal de Suez, il arrive en Égypte le 18 mars.

## Aménagements
Le Pelagos Express possède 8 ponts. Si le navire s'étend en réalité sur 10 ponts, deux d'entre eux sont inexistants au niveau des garages pour permettre au navire de transporter du fret. Les locaux des passagers se situent sur les ponts 5 et 6 tandis que ceux de l'équipages occupent le pont 7. Les ponts 1, 2, 3 et 4 abritent quant à eux les garages.

### Locaux communs
Conçu pour transporter un faible nombre de passagers, le Pelagos Express possède des installations classiques situées sur le pont 5 à l'avant telles qu'un restaurant self-service, un bar et une boutique.

### Cabines
Le Pelagos Express dispose d'une centaine de cabines privatives situées sur le pont 6. Internes ou externes, elles peuvent loger jusqu'à quatre personnes et sont toutes pourvues de sanitaires comprenant douche, WC et lavabo. Le navire possède par ailleurs un petit salon de fauteuils pullman sur le pont 5.

## Caractéristiques
Le Pelagos Express mesure 186 mètres de long pour 25,60 mètres de large, son tirant d'eau est de 6,30 mètres et sa jauge brute est de 21 856 UMS. Le navire peut embarquer 340 passagers et possède un garage de 2 460 mètres linéaires de roll, soit une capacité de 170 remorques, pouvant également contenir 200 véhicules et accessible par une porte-rampe arrière. Sa propulsion est assurée par quatre moteurs diesel Wärtsilä 8R46 développant une capacité de 15 600 kW entraînant 2 hélices à pas variable faisant filer le bâtiment à plus de 21,5 nœuds. Le navire mixte est aussi doté de trois propulseurs d’étrave et un stabilisateur anti-roulis à deux ailerons rétractables. Le navire est pourvu de quatre embarcations de sauvetages fermées de grande taille, complétées par une embarcation semi-rigide ainsi que de nombreux radeaux de sauvetage.

## Lignes desservies
Lors de ses services successifs pour Norse Irish Ferries, Norse Merchant Ferries et Norfolkline, le navire effectuait la liaison entre la Grande-Bretagne et l'Irlande du Nord sur les lignes Liverpool - Belfast puis Birkenhead - Belfast. À partir de 2006, il est déplacé sur la desserte de l'Irlande entre Liverpool et Dublin.
À compter de 2011, il est transféré sur les lignes de DFDS, tout d'abord entre la Lituanie et la Suède sur l'axe Klaipėda - Karlshamn puis entre l'Estonie et la Finlande sur la ligne Paldiski - Hangö de 2014 à 2015 sous affrètement par la compagnie Navirail, et enfin entre l'Estonie et la Suède sur la ligne Paldiski - Kapellskär.
À partir de décembre 2020, le navire est affecté entre la France et le Maroc sur la ligne Marseille - Tanger pour le compte de La Méridionale. En raison cependant du contexte sanitaire ayant entraîné la suspension de la liaison, la compagnie a été contrainte de trouver une nouvelle utilisation au Pelagos. Ainsi, le navire a effectué des traversées vers la Corse entre Marseille et Ajaccio pour le compte de Corsica Linea entre février et mars 2021 et entre mars et juin, entre la France et l'Irlande sur la ligne Dunkerque - Rosslare sous affrètement par DFDS. Le 1er novembre 2022, le Pelagos est positionné sur une nouvelle liaison reliant l'Espagne et le Maroc sur l'axe Barcelone - Tanger qui sera cependant arrêté en février 2023. À partir de la fin de mars 2023, il navigue de nouveau entre Marseille et Tanger avant son retrait de la flotte en janvier 2025.